# Baden Powell Belgian Lonescouts

La 13e Woluwé Baden-Powell Belgian Lonescouts est une unité scoute belge créée en 1920 par François Attout, moine à l'abbaye de Maredsous. Elle est constituée de jeunes garçons de 6 à 18 ans. Aujourd'hui située à Woluwe-Saint-Lambert (Bruxelles), elle comporte dix troupes scoutes, dix meutes louveteaux, six sarabandes baladins, un bivouac pour former les futurs chefs et un « alter-echo » pour coordonner les actions sociales de l'unité (liste détaillée en fin d'article). Elle est membre de la fédération Les Scouts.
Couramment appelés les Lones, il s'agit de la plus grande unité de scoutisme en Belgique, avec environ 1500 jeunes, animés (uniquement garçons) et animateurs.

## Particularités

Le logo des lones, aux couleurs de la Belgique.

- Les Lones se distinguent des autres troupes par une partie de leur uniforme : pantalon en velours brun, pull-over vert, chemise beige, foulard noir avec insigne lone cousu, nœud d'épaule aux couleurs du totem individuel (et non de la patrouille) sur le pull.
- La branche scoute réunit les jeunes de 12 à 18 ans (unitaire), contrairement à la majorité des unités actuelles qui scindent ce groupe en deux branches de 12 à 16 ans (éclaireurs) et de 16 à 18 ans (pionniers).
- Les troupes scoutes se réunissent uniquement pour des week-ends complets (environ un par mois). Les lones n'ayant pas de locaux et les membres venant de différents endroits de Belgique, il serait en effet compliqué d'organiser plus fréquemment de simples réunions d'une journée.

## Historique
En 1920, le scoutisme de Baden-Powell se popularise en Europe. À l'abbaye de Maredsous, le Père François Attout, jeune moine, entraîne une série d'élèves dans le scoutisme et plusieurs patrouilles se créent.

### 1920-1925

#### La Fondation
Le scoutisme (de l'anglais scout, lui-même issu du vieux Français « Escoute » signifiant éclaireur) est un mouvement de jeunesse créé par Baden-Powell. En 1920, le scoutisme anglo-saxon se popularise hors des frontières de l'Empire britannique.
À l'Abbaye de Maredsous, un jeune moine, le père François Attout, raconte à ses élèves de sixième latine les « aventures du loup rôdeur », son enthousiasme entraîne 4 de ses élèves. Ils commencent à se réunir, et quelques mois plus tard, le 14 juin 1920, l'un d'eux inscrit sa promesse sur une écorce de bouleau, officialisant la naissance des Lones. Le choix de ce nom, de l'anglais alone, signifiant seul, pose les bases de l'orientation de cette troupe de scouts : un scoutisme pour les isolés.
Le système d'éducation imaginé par Baden-Powell avait connu très vite le succès, mais il était influencé par le modèle militaire. Les Lones firent le choix d'un modèle moins militariste, centré sur la patrouille : un petit nombre de garçons, dirigés par l'un d'eux, plus âgé et plus expérimenté, dont l'un des rôles est de leur servir de modèle. Le chef de troupe et ses assistants ont un rôle d'animateur, de coordinateur; ils assurent l'organisation et le contrôle des activités et la formation des chefs de patrouille. Une telle organisation, centrée sur la patrouille, est différente de celle d'un groupe nombreux, dirigé par des chefs d'une manière autoritaire. Dès 1926, au camp de Mick, les Lones, pour la première fois en Belgique, appliquent le système des patrouilles.
Le scoutisme des Lones est fondé sur l'éducation réciproque que peuvent se donner des garçons vivant en petit groupe et dirigés par l'un des leurs, engagés « sur l'honneur et avec la grâce de Dieu » à suivre une loi faite d'ouverture aux autres et d'idéal chrétien, dans une organisation ouverte aussi bien aux isolés qu'à ceux qui peuvent suivre régulièrement les activités. Leur devise est : « Marche seul, avec Dieu devant...! »
À cette époque, dans de nombreuses villes et à la campagne, il n'y avait pas de troupe scoute. Les pensionnaires d'établissement scolaire ne rentraient dans leurs familles que pour les vacances. Les réunions, à leur début, furent donc espacées, pendant les vacances : le « Lone-moot » à Noël (grand rassemblement de toutes les chaînes), le camp de Pâques et le grand camp.
En se développant, l'organisation subit des modifications successives: fondation d'une, puis de plusieurs « chaînes » dont certaines à Bruxelles, disparition des chaînes d'isolés et intégration de celles-ci dans les chaînes actives, transformation des chaînes en troupes indépendantes, diversification des activités d'une meute à l'autre, d'une troupe à l'autre, remplacement des réunions par des camps de week-end, etc.

#### Le développement
Rapidement le mouvement s'élargit : à Maredsous même, puis à Bruxelles, à Liège, à Vieusart et à Renaix. Mais dans son développement, le mouvement rencontre également des réactions défavorables, voir hostiles : dans certains collèges, porter l'insigne scout entrainait une sanction. Il n'y avait pas encore de chefs formés, peu de structures, aucun matériel. Le père François Attout supervise le mouvement, suivant avec attention le recrutement, il compose également des chants de veillées, fabrique des tentes, et rédige jusqu'en 1938 la « Main dans la Main »[précision nécessaire].

### 1925-1935
Au début, les réunions n'ont lieu que pendant les vacances. À partir de 1926, les Lones de Bruxelles se regroupent en une troupe scoute aux réunions régulières, les « Vaillants Compagnons de Saint-Michel », qui devint la 10e Bruxelles. Les Lones liégeois forment au grand camp de 1927 deux patrouilles, puis deviennent très vite une troupe, la «Vingtième Liège » qui campera encore une fois avec les Lones en 1928 et prendra ensuite sa pleine autonomie.
Les Lones se distinguent des autres troupes par le rythme de leurs réunions (deux journées entières par mois) et par leur uniforme : pull-over vert (presque toutes les troupes portent alors la chemise kaki), foulard noir, passants blancs aux bas, nœud d'épaule aux couleurs du totem individuel et non du totem de patrouille. Les patrouilles servent d'encadrement pour les vrais isolés qui viennent aux réunions quand ils le peuvent, mais les camps se font en commun.
En 1927, une meute de louveteaux et un clan de routiers sont fondés dans le cadre des Vaillants. La meute est très vite confiée à des cheftaines, ce qui est une innovation en Belgique.
Le grand camp d'été des scouts se tient souvent aux mêmes endroits à Saint-Fontaine et à Maredsous. Le camp de Pâques est d'habitude un camp volant, à pied, avec tout le « barda », tentes comprises, sur des charrettes à traction humaine qui parcourent les routes d'Ardenne, de Famenne ou du Condroz. Ces camps sont réservés aux C.P. et seconds, pour lesquels, certaines années, on organise à Pâques ou en été un « camp-école » ainsi qu'une retraite à la Toussaint. Les voyages à l'étranger sont rares, des voyages en Angleterre sont organisés en 1922 ou 1923, puis en 1928, puis encore en 1929 au « Jamboree de la majorité » (célébration des 21 ans d'existence du scoutisme) à Birkenhead. Deux voyages-pèlerinages à Rome sont également organisés, à l'occasion des années saintes de 1925 et de 1934.
Les «Vaillants » s'engagent dans la vie du district de Bruxelles, tout en continuant à dépendre d'un commissariat distinct au sein de la Fédération des Scouts Catholiques. Les chefs de l'époque désirent que les Lones soient considérés comme des scouts « comme les autres », malgré leur recrutement par relations personnelles qui ne correspond pas au schéma normal des troupes de collège ou de paroisse.
À partir de 1932, l'organisation des Lones comprend la chaîne bruxelloise « normale » et deux « chaînes » d'isolés. Le terme «Vaillant » sera utilisé pour désigner les scouts réguliers, en opposition aux scouts isolés qui ne participaient qu'aux camps. En 1935, la chaîne bruxelloise « normale » est dédoublée et les «Servants du Roy » sont créés. Les camps se font en commun, réunissant les chaînes et les patrouilles d'isolés. En 1935, le grand camp annuel voit se réunir quatorze patrouilles.

### 1935-1950
Durant la seconde guerre mondiale les Lones durent quitter leur local rue Gatti de Gamond à Bruxelles et émigrer à Woluwé à la rue Titeca. L'uniforme fut interdit, les camps sous la tente également. Mais le scoutisme continua et des grands camps furent organisés deux années de suite à Lommel. Et le mouvement se développa encore.
Pendant cette période de guerre, les deux meutes de l'époque (1re et 2e meute des Vaillants) continuèrent régulièrement leurs réunions. Le grand camp eu lieu chaque année à l'exception toutefois de celui de 1940.
C'est en pleine guerre qu'on commença à organiser des camps pour les enfants et adolescents sous-alimentés et diverses unités scoutes prirent la responsabilité de les encadrer : entreprise difficile car les scouts venaient avec leur expérience d'un mouvement bien organisé et très idéaliste, à la rencontre d'une masse de jeunes qui étaient restés étrangers aux mouvements de jeunesse. Les Lones furent parmi les premiers à entreprendre à partir de 1942 une action de grande envergure avec « l'Aide aux Enfants de Prisonniers » puis avec le « Secours d'Hiver » et d'autres œuvres.
Le scoutisme s'ouvrait ainsi au grand large et, après la guerre, de nombreux anciens scouts jouèrent un rôle important dans la vie religieuse, politique, économique et sociale du pays.
Cette époque fut marquée par la personnalité de Dragon Noir.(Abbé Fernand-Albert de la Croix) Pour lui, le scoutisme n'avait de sens que dans l'optique du service. Les troupes scoutes, et en particulier les Lones, se devaient de former des chefs pour les différents mouvements de jeunesse. Il ne pouvait concevoir qu'un jeune, ayant la chance de faire des études et d'avoir reçu la formation scoute, ne consacrât point ses loisirs au service des autres. Sous son impulsion, les portes s'ouvrirent et les aînés sortis des troupes essaimèrent vers d'autres unités ou d'autres mouvements de jeunesse.
Ainsi, à la fin de la guerre, et sous la pression des graves événements qui bouleversèrent le pays, les Lones ont connu un grand changement. Non seulement ils se sont développés en nombre, mais surtout une évolution s'est faite dans l'esprit et dans la méthode : une plus grande ouverture aux autres, des activités plus rudes et plus sportives.
Le temps de paix voit la disparition provisoire de la chaîne des Chevaliers, mais aussi la fierté de reporter son uniforme de camp et de se retrouver de quinzaine en quinzaine, avec régularité.
Au sein des Lones, les staffs sont de véritables bandes d'amis qui se rencontrent plusieurs fois par semaine. Un danger : le risque de faire des Lones un club très fermé. Pour éviter ce risque, et à l'insistance de Gérald Herry, le commissaire du moment, le camp de Roumont est suivi, pour tous les chefs, d'un stage au camp-école de la Fédération à Saint-Fontaine. Les neuf Lones sont répartis dans les diverses patrouilles pour y redécouvrir l'esprit et la lettre de la méthode de Baden-Powell. Cette reprise de contact avec la Fédération s'est avérée bénéfique. À cette époque, les objectifs du clan sont les suivants : créer une pépinière de chefs et pour cela, nul ne pouvait devenir chef chez les Lones avant d'avoir passé un an en service ailleurs.
En 1950, le thème général s'appuie sur le souvenir des anciens, morts pour la patrie. Le Lone-Moot débute par une messe anniversaire et tous les anciens sont invités. C'est l'origine de « l'Association des Anciens des Lones ».

### 1950-1965
En automne 1950, les deux chaînes, les « Servants » et les « Paladins », comptent chacune six patrouilles. Dans chaque chaîne, deux patrouilles sont composées uniquement d'isolés tandis que les autres isolés de la troupe se répartissent dans les patrouilles.
Le camp de Xhos de 1953 rassemble cent scouts et quarante louveteaux. La chaîne des « Chevaliers de Dame Marie » est recréée après une interruption de six ans.
Le début des années 1960 est marqué par une croissance continue des effectifs, de nouvelles sections sont créées et l'organisation du mouvement évolue. Dorénavant, le commissaire est secondé d'une équipe comprenant des responsables pour chaque branche : louveteaux, scouts, routiers. Parallèlement, chaque meute, chaque chaîne, prend son indépendance vis-à-vis des voisins. Des grands camps, groupant toutes les chaînes sont encore mis sur pied : Roumont en 1960, Saint-Maurice près du Ballon d'Alsace en 1964. Mais le nombre devient un obstacle à ces regroupements.

### 1965-1980
En 1964, les Lones deviennent une unité et sont rattachés au district de Woluwe-Saint-Lambert. Ceci marque la fin du commissariat des Lones, et l'année suivante, Jean-François Fontaine devient le premier chef d'unité, élu par l'ensemble des chefs Lones. Ce changement de structure correspond à une décentralisation au sein de cette nouvelle unité : les chaînes deviennent troupes et mènent une vie plus autonome; les activités d'unité sont espacées et le grand camp ne se fait plus qu'une année sur deux en unité. Le conseil d'unité coordonne l'ensemble de l'unité. Son rôle s'en trouve renforcé, ce qui provoque au fil des années son élargissement : un responsable des troupes, puis celui du clan et un responsable « matériel » viennent s'ajouter au chef d'unité, à l'aumônier, à l'akéla d'unité et au secrétaire.
C'est de cette époque que date la création de l'a.s.b.l. « Lonescouts » dont le but est d'apporter toute forme d'aide à l'Unité active : son conseil rassemble quelques membres de l'équipe d'unité et quelques anciens, représentatifs des diverses générations. Le premier objectif de l'a.s.b.l. est l'édification de locaux en dur sur un site à Woluwé mais, alors que le projet se précise, des implications politiques en empêchent la réalisation. L'a.s.b.l. se tourne alors vers l'organisation du 50e anniversaire des Lones. De plus, elle prend aussi en charge la publication d'un second annuaire Lone, dont il sortira deux éditions.
En 1970, le 50e anniversaire a lieu à Maredsous, berceau des Lones. Quelque 600 anciens et parents rejoignent, pendant deux jours, les 400 Lones actifs qui campent aux environs. C'est aussi le début de deux phénomènes qui marqueront profondément les dix années suivantes : un travail de réflexion sur le scoutisme d'une part et d'une forte extension de l'unité d'autre part.
Le travail de réflexion se concentre au départ sur deux sujets : l'expression du scoutisme et l'animation spirituelle des meutes et des troupes par les staffs. La méthode 12-17 est confirmée en fonction des valeurs inhérentes au système de patrouille, à la vie dans la nature, à l'éducation aux responsabilités. Ce travail d'approfondissement de la méthode conduira à modifier en 1971 la forme des activités. Le système des week-ends est introduit à la place des réunions au local tous les quinze jours. Elles permettent ainsi la présence de tous y compris les isolés.
La réflexion sur l'engagement chrétien et sur l'animation qui s'ensuit, travail qui se poursuit encore aujourd'hui, devient une des préoccupations majeures de l'unité. En cela elle sera aidée au cours des années par quelques aumôniers qui seconderont l'abbé Emmanuel Hanquet, alors aumônier d'unité depuis plus de 25 ans.
Les effectifs s'accroissent aussi au cours de cette période. Entre 1960 et 1977, les meutes passent de 4 à 8. Les troupes passent de 4 à 7. À cela s'ajoutent quelques équipes de routiers. À l'approche du 60eanniversaire des Lones, cette unité compte près de 700 Lones actifs.
Le conseil d'unité définit concrètement les exigences et la mission des différentes fonctions et responsabilités dans l'unité. Exigence également vis-à-vis des louveteaux, scouts et routiers : il faut un scoutisme de qualité même au prix d'une diminution éventuelle des effectifs.
L'unité décide également de s'ouvrir à l'extérieur : des responsabilités sont prises dans le mouvement scout, à commencer par le district et la région. Ouverture également au sens du service et de l'accueil.

### 1980-1996
En 1982, les staffs des meutes, sous la houlette de Thérèse de Radzitzky, alors akéla d'unité, se livrèrent à un important travail de réflexion sur la méthode du louvetisme, au moment où une méthode « nouvelle » était mise sur pied à la Fédération. Reprenant certains éléments de cette « nouvelle » méthode, mais restant en même temps fidèle aux traditions, l'équipe réalisa le « carnet du louveteau » qui est encore utilisé aujourd'hui.
En 1983, on organisa les premières O-Lones-Piades près de Heverlee. À cette occasion, une troupe est créée et portera le nom des « Vaillants Compagnons de Saint-Michel ». Trois patrouilles seront du premier grand camp en Normandie.
Le 29 avril 1984 sont inaugurés les premiers «6 heures vélo» pour les meutes, initiés et organisés par deux chefs de la meute Saint Vincent, par Géry de Broqueville, futur akéla d'unité. Depuis lors, cet évènement se déroule chaque année. Au départ les «6 heures vélo» ont pour objectif l'ouverture vers l'extérieur par l'invitation de meutes non-Lones et de rondes de lutins. Mais rapidement des projets humanitaires sont parrainés à cette occasion; des vivres et de l'argent sont rassemblés. Les projets humanitaires ainsi soutenus sont mis sur pied par d'anciens Lones qui continuent à vivre le scoutisme dans leur vie d'adulte.
En septembre 1984, Christopher Misson fonde la première sarabande de baladins (6 à 8 ans), les Castors.
En septembre 1985, une neuvième meute et une deuxième sarabande sont créées.
Juillet 1988, grand camp d'unité : à cette occasion les huit troupes (48 patrouilles) se rassemblent en Suisse Normande à Ménil-Hermei pour les O-l'Orne-Piades.
Une neuvième troupe sera créée en 1993 : Les Archers de Saint-Sébastien.
Le 1er mai 1995, l'Unité fête ses 75 ans au Lycée de Berlaymont.
Une dixième meute Saint-Bernard est créée en 1996.
Une quatrième sarabande, les Renardeaux, est créée en septembre 2010.
C'est à nouveau à Maredsous que les Lones se réunissent pour fêter leur 90 ans, le 26 septembre 2010.
Une Cinquième sarabande, les Aiglons, est créée en septembre 2016.
En 2020, un tulipier (Liriodendron tulipifera) offert par le paysagiste et historien des jardins Emmanuel d'Hennezel (ancien scout Paladin et chef Hardy) a été planté au centre de la  cour de l'abbaye de Maredsous en présence du chef d'unité Arnold Herinckx, le Père Abbé Lorent, le futur Père Abbé François, et Xavier d'Hennezel commémorant le 100e anniversaire des Lones[réf. nécessaire].

## Liste des sections

### Sarabandes
Les sarabandes comportent chacune une trentaine de baladins âgés entre 6 et 8 ans.
- Aiglons
- Castors
- Écureuils
- Oursons
- Renardeaux
- Lionceaux

### Meutes
Les meutes comportent chacune une quarantaine de louveteaux âgés entre 8 et 12 ans.
- Notre-Dame
- Saint-Antoine
- Saint-Benoît
- Saint-Bernard
- Saint-Christophe
- Saint-Denis
- Saint-François
- Saint-Gérard
- Saint-Hubert
- Saint-Vincent

### Troupes
Les troupes comportent chacune une soixantaine de scouts âgés entre 12 et 18 ans.
- Archers de Saint-Sébastien
- Chevaliers de Dame-Marie
- Gueux de Saint-François
- Hardis de Saint-Hubert
- Lanciers de Saint-Georges
- Paladins de Messire Godefroid
- Preux de Charlemagne
- Servants du Roy
- Templiers du Saint Sépulcre
- Vaillants Compagnons de Saint-Michel

### Unité
- Staff d'unité
- Staff des sarabandes
- Staff des meutes
- Staff des troupes
- Alter-Echo
- Bivouac

## Liste des Commissaires (1920-1965) ou Chefs d'Unité (àpd 1965)
- 1920-1931 : Dom François Attout O.S.B.
- 1931-1932 : Jean de Lannoy
- 1932-1934 : Etienne van Hoof
- 1934-1936 : René De Clercq
- 1936-1942 : Jacques Richir
- 1942-1942 : Théodore d'Oultremont
- 1942-1947 : Paul Mesureur
- 1947-1950 : Marc Verhaeghe de Naeyer
- 1950-1955 : Gerald Herry
- 1955-1960 : Guy Cruysmans
- 1960-1965 : Réginald Verhaeghe de Naeyer
- 1965-1971 : Jean-François Fontaine
- 1971-1975 : Xavier Cruysmans
- 1975-1980 : Emmanuel van Innis
- 1980-1985 : Bruno Lemaire
- 1985-1987 : Serge Wahis
- 1987-1990 : Stanislas van Wassenhove
- 1990-1996 : Olivier Fabri
- 1996-1999 : Denis Waerseggers
- 1999-2004 : Raphaël Pieters
- 2004-2007 : Yves Davreux
- 2007-2010 : Baptiste de Fraipont
- 2010-2013 : Henry de Lophem
- 2013-2016 : Antoine de Thibault
- 2016-2018 : Matthieu de Streel
- 2018-2020 : Arnold Herinckx
- 2020-2022 : Victor d'Andrimont
- 2022-en activité : Augustin Cardon

## Personnalités ayant été Lonescouts
- Michel Woitrin (1919-2008), cofondateur de Louvain-la-Neuve.

## Liste des Aumôniers d'Unité
- 1920-1938 : Dom François Attout O.S.B.
- 1938-1952 : Abbé Fernand-Albert de la Croix
- 1952-1986 : Abbé Emmanuel Hanquet
- 1986-2018 : Père Pierre Devos, sj.
- 2018-en activité: Abbé Emmanuel de Ruyver

## Sources
- Fascicule édité pour les 75 ans des Lones en 1995, textes de Denis Waerseggers et Thierry Bonamy.
- Histoire des Lones, 90 ans de scoutisme au service des jeunes, par Thierry Scaillet, Luc Marcovitch & Baptiste de Fraipont, Baden-Powell Belgian Lonescouts, Bruxelles, 2010.